# Troickij
Troickij (orosz nyelven: Троицкий) település Oroszország európai részén, a Szverdlovszki terület Talicai járásában.
Lakossága: 10 467 fő (a 2010. évi népszámláláskor).

## Elhelyezkedése
A Szverdlovszki terület dél részén, a Szugatka folyó partján, Jekatyerinburg területi székhelytől 214 km-re keletre helyezkedik el. Talica várostól 6-7 km-re északra fekszik, melynek lényegében elővárosa. Vasútállomás (neve Talica) a Transzszibériai vasútvonal Jekatyerinburg–Tyumeny közötti szakaszán. A település északi szélén vezet az R351-es főút (oroszul: ).

## Története
A település a 19. század második felében keletkezett, amikor a talicai szeszgyár tulajdonosa gőzmalmot épített és sikerült elintéznie, hogy Jekatyerinburgból errefelé vezessen az 1884-ben kiépülő vasútvonal. 1870-ben egy vállalkozó nemezcsizma-készítő műhelyt létesített, ahol évtizedeken át nemez és gyapjú ruházati termékeket állítottak elő. Az 1930-as években meghonosították a mesterséges szálasanyagokból készített termékek gyártását. 1941-ben a faluba telepítették át egy nagy moszkvai textilgyár berendezéseit, és egy evakuált építőipari kombinát berendezéseivel fafeldolgozó üzemet létesítettek, akkor a hadseregnek szükséges faanyagat állított elő. A szovjet korszak későbbi éveiben több élelmiszeripari kombinát épült a településen.